# Nagyveleg
Nagyveleg je vas na Madžarskem, ki upravno spada pod podregijo Móri Županije Fejér.